# Голубицкий, Фёдор Антонович
Фёдор Антонович Голубицкий (1919— после 1961) — старшина Красной Армии, участник Великой Отечественной войны, Герой Советского Союза (1943), лишён всех званий и наград в связи с осуждением в 1961 году.

## Биография
Родился в Томске в 1919 году. До войны проживал на станции Шилка Боголицкого района Читинской области.
В сентябре 1941 года был призван в Красную Армию Шилкинским районным военным комиссариатом Читинской области. С 10 июля 1942 года — на фронтах Великой Отечественной войны в составе 127-й стрелковой дивизии (с 1943 года — 62-й гвардейской). Воевал на Сталинградском, Воронежском, Юго-Западном, Степном и 2-м Украинском фронтах. В 1943 году вступил в коммунистическую партию. Отличился в боях во время форсирования Днепра.
В ночь на 28 сентября 1943 года передовые отряды форсировали Днепр в районе села Мишурин Рог Верхнеднепровского района Днепропетровской области. Им удалось отбить у немцев село Кунцеваловка. Следом за передовыми отрядами были переправлены расчёты 76-миллиметровых орудий. В районе Кунцеваловки расчёт под командованием Фёдора Голубицкого принял участие в столкновении с немецкими танковыми подразделениями и отражении пяти вражеских контратак. Захваченный плацдарм советские войска удерживали три дня, до развёртывания полка. 7 октября 1943 года немецкие войска предприняли мощную контратаку. Фёдор Голубицкий, переведя орудие на прямую наводку, открыл из орудия огонь по пехоте и технике, лично уничтожив две бронемашины и танк.
Указом Президиума Верховного Совета СССР «О присвоении звания Героя Советского Союза офицерскому, сержантскому и рядовому составу Красной Армии» от 22 февраля 1944 года за «образцовое выполнение боевых заданий командования при форсировании реки Днепр, развитие боевых успехов на правом берегу реки и проявленные при этом отвагу и геройство» был удостоен звания
Героя Советского Союза с вручением ордена Ленина и медали «Золотая Звезда» за номером 2263. После войны был демобилизован в звании старшины.
Был трижды осуждён за совершение тяжких преступлений (в 1950 г. — на 7 лет за хулиганство, мошенничество и хищения, в 1953 г. — на 15 лет за разбойное нападение, в 1960 г. — 6 лет за кражи имущества граждан).
21 июня 1961 года был лишён звания Героя Советского Союза и всех наград. Дальнейшая судьба его неизвестна.
Был также награждён орденами Ленина (22.02.1944), Красного Знамени (27.04.1943), Отечественной войны 2-й степени (28.01.1944), медалью «За боевые заслуги» (28.12.1942), медалью «За победу над Германией».